# Lucien Lepoittevin
Lucien Lepoittevin (né le 4 mars 1932 à Réville, mort le 10 juillet 2010 à Cherbourg-Octeville) est un professeur d’histoire de l’architecture, dessinateur et peintre français spécialiste de Jean-François Millet.

## Biographie
Lucien Lepoittevin est né le 4 mars 1932 à Réville dans le Cotentin. Il a fait des études d´archéologie et suivit des cours de dessin et de peinture chez Robert Kuven. Après ces études d'archéologie à l'université de Strasbourg il est nommé conservateur adjoint au musée des Beaux arts de cette ville. En 1965 il rejoint le Cotentin son pays d'origine, auquel il demeurera toute sa vie profondément attaché. Il prend alors la direction du musée Thomas-Henry de Cherbourg. Lucien Lepoittevin donne vite à ce musée une impulsion nouvelle. Il y développe les collections et fait des acquisitions qui témoignent de son jugement d'artiste, étant lui-même peintre et dessinateur. Ceci donne à ce musée une nouvelle orientation, lui fait vivre une période de renaissance. En particulier les collections de peintres normands seront développées, des œuvres de Guillaume Fouace, lui aussi né à Réville ainsi que de Félix Buhot tous deux peintres du XIXe siècle en Cotentin auront alors les honneurs de la cimaise. Son passage au musée de Cherbourg est pour Lucien Lepoittevin surtout un lieu de rencontre, une « rencontre » avec Jean-François Millet auquel il se consacrera une partie importante de sa vie. En effet, c'est au courant des six années à la direction du musée de Cherbourg qu'il soutient sa thèse de doctorat (mention très bien) sur les portraits de Jean-François Millet, thèse qui fait encore aujourd'hui autorité. Plus tard, il fait vivre l'apport de Jean-François Millet à l'art pictural du XIXe siècle et publie un essai critique : Jean François Millet, Images et symboles.
Lucien Lepoittevin dirige ensuite l'École d'architecture de Lyon de 1971 à 1973.
À partir de 1973, il exerce les fonctions de conservateur des Bâtiments de France pour les régions Champagne-Ardenne et Nord-Pas-de-Calais. Le prix littéraire du Cotentin lui est attribué en 1975 pour ses publications sur Jean-François Millet.
En 1978 il est nommé professeur à l'École nationale supérieure des beaux-arts à Paris et enseigne l'histoire de l'art et de l'architecture. C'est à cette date qu'il publie La Maison des origines, un essai de critique anthropologique. Il y propose une étude sur la genèse et l'évolution de l'habitat, de la première maison aux projets futuristes actuels. Il s'appuie sur des données archéologiques et anthropologiques, sur la compréhension sociologique et psychologique de l'Homme, ainsi que sur son expérience de l'architecture pour développer ses idées.
Après l'exercice de ces fonctions dans cette école, il rejoint Le Vast (Cotentin), où le patrimoine local constitue une de ses activités, tout en poursuivant son travail sur Millet. En 2002 est publié Jean François Millet (Au-delà de l'Angélus), puis il entreprend la publication de la correspondance de l'artiste, soit près de mille cinq cents lettres en deux volumes. Cette correspondance permet de découvrir l'artiste cotentinois sous toutes ses faces, l'un des fondateurs de l'École de Barbizon,.
Lucien Lepoittevin meurt à 78 ans, le 10 juillet 2010, un an après avoir été fait officier de l'ordre des Arts et des lettres par le ministre de la Culture.
Dans leur article nécrologique, paru dans La Presse de la Manche, la ville de Cherbourg et la direction du musée Thomas-Henry indiquent : « Il avait cette curiosité d'esprit qui caractérise les grands intellectuels, le goût d'aller hors des sentiers battus, une inextinguible soif des connaissances et, surtout un souci constant de rendre cette connaissance accessible au plus grand nombre, parce qu'un savoir qui n'est pas transmis est un savoir éteint ».

## Ouvrages
- Exposition Jean François Millet 1964-1965- Institut de France, musée Jacquemart André. J.F Millet le portraitiste et le dessinateur. (Catalogue par Lucien Lepoittevin) Introduction par Julien Cain. 17 novembre 1964-17 janvier 1965 : musée Jacquemart André, Paris, 1964.

- Exposition Jean François Millet 1964 Ville de Cherbourg. Musée Thomas Henry. 22 juillet-15 septembre 1964. Catalogue par Lucien Lepoittevin. Cherbourg au temps de Millet, par J.M Gaudillot. Cherbourg, musée Thomas Henry 1964.

- Musée de Cherbourg, exposition organisée pour le 900e anniversaire de la bataille d'Hasting, juin-octobre 1966. Bonington, les débuts du Romantisme en Angleterre et en Normandie. Introduction par Lucien Lepoittevin et Pierre Miquel. Cherbourg, musée Thomas Henry 1966.

- Musée d'Art local et régional. Céramique ancienne du Cotentin, exposition organisée au château de Tourlaville par le musée de Cherbourg. Juillet-octobre 1968. Introduction par Pierre Leberruyer et Lucien Lepoittevin.

- Jean-François Millet portraitiste(1) Essai et catalogue. Léonce Laget Éditeur. Paris 1971

- Jean-François Millet portraitiste(2) Ambiguïté de l'image. Essai. Léonce Laget. Paris 1973

- Trente dessins de Jean François Millet 1874-1875. Jean de Saint-Jorre-Lucien Lepoittevin-Pierre Leberruyer. Préfecture de Saint Lô. Manche tourisme 1975.

- Poterie et céramique ancienne du Cotentin. Lucien Lepoittevin et Pierre Leberruyer, recherche photographique de Anne Bonnet, sous la direction de Élie Guéné, Saint Lô, Manche, tourisme 1982.

- Jean François Millet : Images et symboles, Éditions Isoète Cherbourg 1990.  (ISBN 2-905385-32-4)

- Mémoire de guerres 1692-1993. Éditions Isoète Cherbourg 1994.  (ISBN 2-905385-49-9)

- La Maison des origines. Essai de critique anthropologique. Préface de André Dunin et Yves Bottineau-Fuchs. Masson éditeur Paris 1996. Collection Préhistoire.  (ISBN 2-225-85245-6)

- Jean-François Millet ( Au-delà de l'Angélus) Colloque de Cerisy, sous la direction de Geneviève Lacambre. Éditions de Monza Paris 2002.  (ISBN 2-908071-93-2)

- Une chronique de l'amitié. correspondance intégrale du peintre Jean françois Millet, rassemblée, présentée, commentée, illustrée et publiée par Lucien Lepoittevin, avec la collaboration de Jacqueline et de Bénédicte. Le Vast 2005.